# Furievleermuizen
De furievleermuizen of furiën (Furipteridae) vormen een kleine familie van Latijns-Amerikaanse vleermuizen. De familie bestaat uit slechts twee geslachten en twee soorten, de kortduimvleermuis (Furipterus horrens) en Amorphochilus schnablii.
Furievleermuizen zijn vrij kleine vleermuizen met een rookbruine tot rookgrijze vacht. De vleugels en het staartmembraan zijn vrij lang. De oren zijn trechtervormig. Furievleermuizen hebben kleine, rudimentaire duimen met zeer kleine klauwen, waardoor ze zich niet met hun voorpoten kunnen vastgrijpen aan de wanden van rotsen en grotten. Als een furievleermuis wil roesten, moet hij een salto in de lucht maken en zich met de achterpoten vastgrijpen. Furievleermuizen hebben een kop-romplengte van 33 tot 58 millimeter, een staartlengte van 24 tot 36 millimeter, een voorarmlengte van 30 tot 40 millimeter en een lichaamsgewicht van drie tot vijf gram.
Furievleermuizen komen voor van Costa Rica en Trinidad tot Zuidoost-Brazilië en Noord-Chili. Het zijn insectivoren, die roesten in grotten, holle bomen, gebouwen of tussen de rotsen.

## Mythologie
zie Erinyen

## Soorten
- Familie Furipteridae (Furievleermuizen)
  - Geslacht Amorphochilus
    - Amorphochilus schnablii

  - Geslacht Furipterus
    - Kortduimvleermuis (Furipterus horrens)

Vleerhonden · Kitti's varkensneusvleermuis · Klapneusvleermuizen · Reuzenoorvleermuizen · Hoefijzerneuzen · Bladneusvleermuizen van de Oude Wereld · Spleetneusvleermuizen · Schedestaartvleermuizen · Nieuw-Zeelandse vleermuizen · Hechtschijfvleermuizen · Furievleermuizen · Hazenlipvleermuizen · Plooilipvleermuizen · Bladneusvleermuizen van de Nieuwe Wereld · Trechteroorvleermuizen · Zuigschijfvleermuizen · Bulvleermuizen · Miniopteridae · Gladneuzen